# Corynactis parvula
Corynactis parvula är en korallart som beskrevs av Duchassaing och Giovanni Michelotti 1860. Corynactis parvula ingår i släktet Corynactis och familjen Corallimorphidae. Inga underarter finns listade i Catalogue of Life.